# Elaphidion curacaoae
Elaphidion curacaoae là một loài bọ cánh cứng trong họ Cerambycidae.